# Viaduc de la darse d'Alfortville
Le viaduc de la darse d'Alfortville est un viaduc qui permet à l'autoroute A86 de franchir la Seine entre Choisy-le-Roi et Vitry-sur-Seine, dans le département du Val-de-Marne.